# SL-1

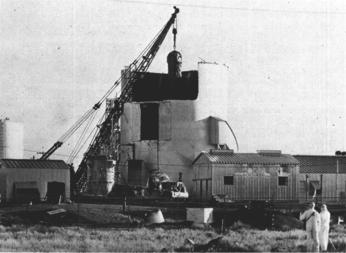
SL-1核反應堆

SL-1（直译：「固定低功率反应堆1号」)，是美国陆军的实验性核反应堆，1961年1月3日经历了蒸汽爆炸和堆芯熔毀，造成3名操作人员死亡，其中一人被控制棒屏蔽塞（control rod shield plug）釘在天花板上。事故的直接原因是负责吸收中子的控制棒在设计不佳的堆芯中不当撤出。它仍然是美国唯一一起造成立即死亡的反應爐事故。
事故發生時，堆芯功率水平在短短4毫秒內達到近20吉瓦（GW），引發爆炸。这次事故释放了大约80居里的碘-131，大约1100居里的核裂变产物被释放到了大气中。

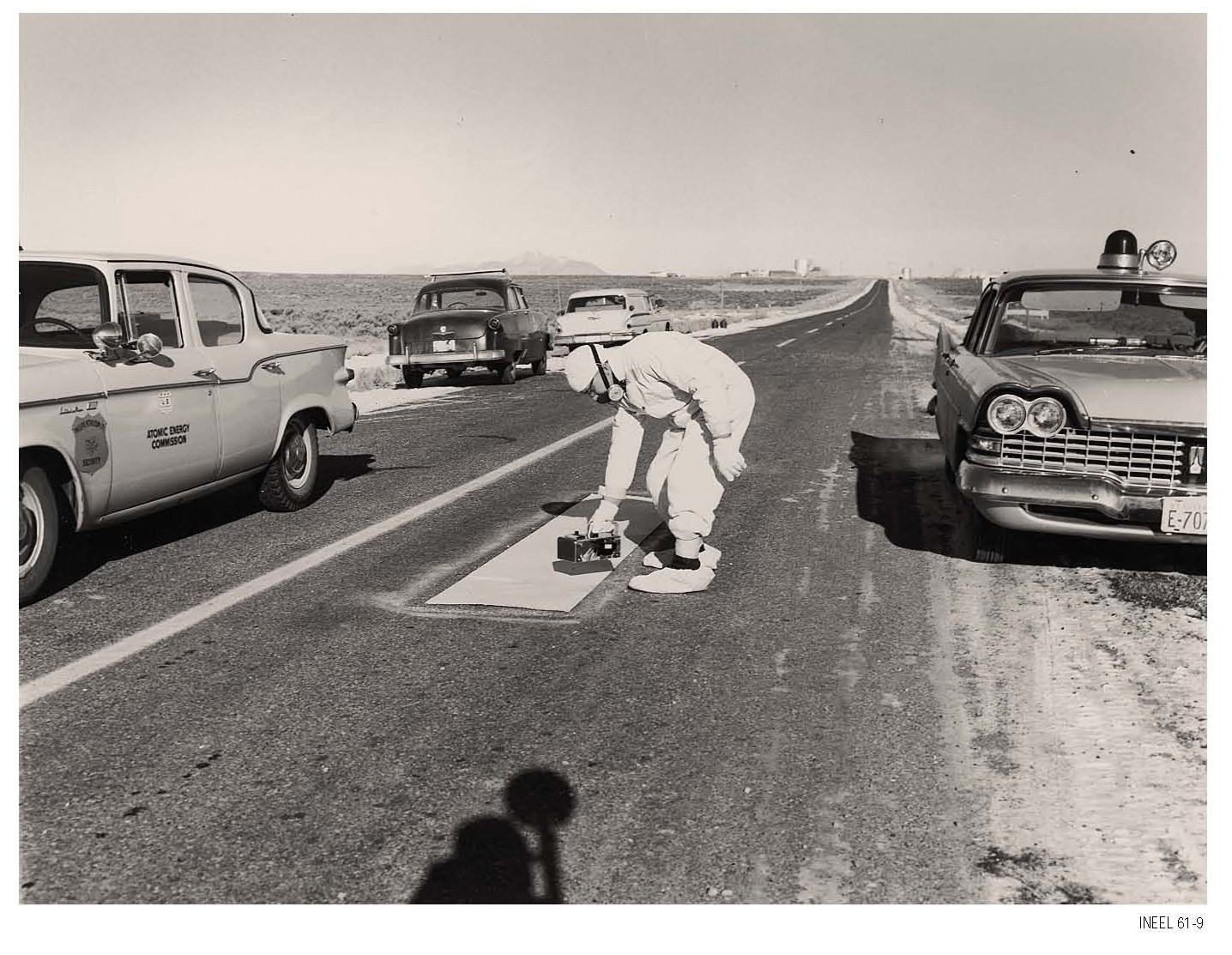
檢查附近爱达荷州20號高速公路是否有放射性污染.

该设施位于爱达荷州爱达荷福尔斯以西約65公里處偏远沙漠地区的国家反应堆试验站（即後來的爱达荷国家实验室），是陆军核电计划的一部分，最初名爲阿尔贡低功率反应堆（Argonne Low Power Reactor，ALPR），旨在为远程军事设施提供小型电力和热能，如靠近北極圈的雷达站和远距离预警线。设计功率为3兆瓦（MW）热能。操作功率为200千瓦（KW）电力和400千瓦热能的局部暖气。

## 外部連結
- INEEL Publication "Proving the Principle"
  - Chapter 15 "The SL-1 Reactor"  9.5 MB PDF
  - Chapter 16 "The Aftermath" 4.3 MB PDF
- US Department of Energy Idaho Freedom of Information Act request archives, including eight documents on the SL-1 accident.